# Celama poliophasma
Celama poliophasma är en fjärilsart som beskrevs av Fletcher 1958. Celama poliophasma ingår i släktet Celama och familjen trågspinnare. Inga underarter finns listade i Catalogue of Life.